# 唯月ふうか
唯月 ふうか（ゆづき ふうか、1996年9月8日 - ）は、日本のミュージカル女優、歌手、アイドル、声優、タレント。血液型はA型。愛称はふうちゃん。ホリプロ所属。身長は154cm。
かつて所属していたスターダストプロモーション時代は、タレント名義を川上 桃子、アーティスト名義をmomo（メジャーデビュー以前はmomoko）として活動。

## 経歴
日出高等学校（現・目黒日本大学高等学校）を経て、洗足学園音楽大学音楽学部音楽学科ミュージカルコースを卒業。
2003年、小学1年生の時にアクターズスタジオ北海道本部校に入所。
2006年、小学4年生の時にアクターズスタジオと提携していたスターダストプロモーションにスカウトされ、スターダスト芸能3部に所属する。高校生以下選抜メンバーユニット3B juniorの一員として活動。
2007年、「2万人の鼓動 TOURS ミュージカル 赤毛のアン」オーディションキャラバンに合格し、8月18日に札幌市教育文化会館で行われたミュージカル『赤毛のアン』に出演。
2009年5月、3B juniorから選抜された谷川菜奈、矢野妃菜喜と共にガールズユニットmomonakiを結成。
ラジオ番組『Superduper Radio Next Generation』（AIR-G'）では、デビュー曲とのタイアップ企画された内包番組『LISTEN!』が設けられレギュラー出演。『momokoのモモ☆"ブロ』（AIR-G'）では、自身初となる ラジオパーソナリティを単独で務めるなどソロでも活動し、momonaki 3rdシングル「Fallin' Snow」は、ソロボーカルとしてリリース。
2011年1月、初音ミクとの合作によるコラボ企画CD「教室」をリリースする。
テレビアニメ『もし高校野球の女子マネージャーがドラッカーの『マネジメント』を読んだら』のエンディングテーマの歌唱者に選ばれ、単独メジャーデビューするにあたり、momoに改名し、「大好きだよ」をリリース。
2012年5月、ミュージカル『赤毛のアン』のキャストオーディション（グリーン・ゲーブルズ SAPPORO）に合格する。
6月、所属事務所であるスターダストプロモーションの公式サイトにて同月末をもってmomoの活動を休止し、事務所を離れると発表する。
8月12日より開催されたミュージカル『赤毛のアン TOURS 2012』の北海道公演（札幌市教育文化会館）に出演する。
子役時代に在籍していた事務所アクターズスタジオネットワーク（旧：アクターズスタジオ）から、同事務所在籍の12名によるセイコーマートCM「さんま蒲焼重」の特別選抜ユニット「mik-an」の一員として出演した。
8月29日、『37thホリプロタレントスカウトキャラバン2012』の北海道代表となり、決勝大会に進出。歌唱審査ではYUKIの「ワンダーライン」を披露した。グランプリ以外の賞が発表される予定はなかったが、唯月の演技力と歌唱力が評価され、急きょ設けられた審査員特別賞を受賞した。
9月2日放送の『アッコにおまかせ!』（TBS）にグランプリの優希美青と共に出演する。番組内では、芸名のサプライズ発表がされ、唯月ふうかに改名した。その他、芸名が番組放送開始前に決定したエピソードや命名の由来などが放送された。
2013年1月、ミュージカル『ピーター・パン』で主役の9代目ピーターパン役に選ばれ、同月に上京。
2014年4月、冠ラジオ番組『唯月ふうかのFFFのF』（FM FUJI）が放送開始。
2016年8月、ミュージカル『ピーター・パン』の舞台稽古中に左目の眼窩底吹き抜け骨折の怪我を負い、大阪公演が中止となる。9月、退院を所属事務所を通じて発表。
2017年、ミュージカル『レ・ミゼラブル』でエポニーヌ役、『屋根の上のバイオリン弾き』で三女・チャヴァ役を演じる。
2018年3月、周防正行監督の同名の映画を舞台化したミュージカル『舞妓はレディ』で主演。
2019年、洗足学園音楽大学ミュージカルコースを卒業。 12月29日、NHK紅白歌合戦の事前番組「もうすぐ紅白！祝70回見どころスペシャル」（NHK総合）でナレーションを務めた。
2020年4月に梅田芸術劇場×チャリング・クロス劇場共同プロデュースミュージカル『VIOLET』で主演、
7月、ミュージカル『四月は君の嘘』に澤部椿役で出演予定だったが、それぞれ新型コロナウィルスの影響により公演中止（休止）。

## 人物
好きな食べ物は寿司、プラム。抹茶のマカロン、ぴよりん（ぴよりんチャレンジをSNSにあげている）苦手な食べ物はにんじん。アイスのチョコパイが大好きで大量に冷凍庫に入れていた時がある。ラーメンが大好きでラーメン二郎好きの加藤和樹のラーメン部に入れてもらった。マックの月見バーガーが好き。
蕎麦アレルギー。好きな言葉は「初心忘るべからず」、「自分らしく」。
趣味はアルパカグッズ集め、ツムツムグッズ集め、食玩集め。 ヒョンジンは、K ポップ好きだが、推しはStray Kids。ヒョンジン担。
面白く可愛い靴下を良く穿いている。
特技はそろばん、ダンス。

## 出演

### 舞台
- 赤毛のアン TOURS 2007、TOURS 2012（2007年8月、2012年8月、札幌市教育文化会館）
- ピーターパン（2013年 - 2016年）- 主演・ピーターパン 役
  - 2013年（7月14日 - 15日、KAAT神奈川芸術劇場 / 7月18日 - 28日、東京国際フォーラムホールC）
  - 2014年（7月13日、KAAT神奈川芸術劇場 / 7月20日 - 31日、東京国際フォーラムホールC / 8月2日、広島文化学園HBGホール / 8月9日、梅田芸術劇場）
  - 2015年（7月20日 - 30日、東京国際フォーラムホールC / 8月2日、梅田芸術劇場）
  - 2016年（7月24日 - 8月3日、東京国際フォーラムホールC）[注釈 1][12]
- 女海賊ビアンカ（2013年 - 2015年）- 主演・ビアンカ・カスターニ 役
  - 劇団つきかげ「女海賊ビアンカ」 （2013年11月27日 - 12月1日、AiiA 2.5 Theater Tokyo）[23]
  - 劇団つきかげ 美内すずえ×ガラスの仮面　劇場「女海賊ビアンカ」（2014年4月19日 - 20日、森ノ宮ピロティホール）[23]
  - 美内すずえ×ガラスの仮面劇場「女海賊ビアンカ」 （2015年9月9日 - 13日、AiiA 2.5 Theater Tokyo）[23][24]
- アリス・イン・ワンダーランド（2014年11月9日 - 30日、青山劇場 / 12月5日 - 7日、梅田芸術劇場メインホール / 19日 - 20日、中日劇場） - クロエ 役
- デスノート The Musical（2015年・2017年） - 弥海砂 役[25]
  - 2015年（4月6日 - 29日、日生劇場 / 5月15日 - 17日、梅田芸術劇場 / 5月23日 - 24日、愛知県芸術劇場） [25]
  - 2017年（6月、オーバード・ホール / 8月、梅田芸術劇場メインホール / 9月、新国立劇場中劇場）[25]
- REPAIR～アナタの人生、修理(リペア)しませんか？～ （2015年12月5日 - 14日、シアタークリエ / 12月17日 - 20日、梅田芸術劇場）- ミク 役
- スウィーニー・トッド - ジョアンナ 役（2024年公演ではWキャスト[26]）
  - （2016年4月14日 - 5月8日、東京芸術劇場プレイハウス / 5月13日 - 15日、シアターBRAVA! / 5月20日 - 22日、愛知県芸術劇場）
  - スウィーニー・トッド フリート街の悪魔の理髪師（2024年3月9月 - 30日、東京建物Brillia HALL / 仙台、川越、大阪にてツアー公演あり）
- A NEW MUSICAL クロスハート（2016年11月11日 - 13日、EX THEATER ROPPONGI / 12月9日 - 28日、Zeppブルーシアター六本木 / 2017年1月6日 - 8日、森ノ宮ピロティホール） - カミーユ / 柏木美優 役[27]
- レ・ミゼラブル（2017年 - ） - エポニーヌ 役
  - 2017年（5月26日[注釈 2] - 7月15日、帝国劇場 / 8月1日 - 14日、博多座 / 10月5日 - 16日、中日劇場）[注釈 3][14]
  - 2019年（4月19日 - 5月28日、帝国劇場 / 6月、御園座 / 7月、梅田芸術劇場メインホール / 7月 - 8月、博多座 / 9月、札幌文化芸術劇場）[28][注釈 4]
- 屋根の上のヴァイオリン弾き（2017年12月5日 - 29日、日生劇場 / 2018年1月3日 - 8日、梅田芸術劇場メインホール / 1月13日 - 14日、静岡市清水文化会館 / 1月19日 - 21日、愛知県芸術劇場大ホール / 1月24日 - 28日、博多座 / 2月10日 - 12日、ウェスタ川越） - 三女・チャヴァ 役[15][16]
- ミュージカル「舞妓はレディ」（寺崎秀臣演出、2018年3月4日 - 20日、博多座） - 主演・西郷春子 役[17][18]
- 夢の裂け目（井上ひさし原作、栗山民也演出。2018年6月 新国立劇場小劇場）- 田中道子 役[29][30]
- ミュージカル「生きる」（2018年・2020年）- 小田切とよ 役、渡辺一枝 役[注釈 5]
  - 2018年（宮本亜門演出。10月、 TBS赤坂ACTシアター） [31]
  - 2020年（10月、日生劇場 ほか）[32]
- 天保十二年のシェイクスピア（2020年2月8日 - 29日、日生劇場 / 3月、梅田芸術劇場メインホール）[33][注釈 6]
  - 天保十二年のシェイクスピア（2024年12月9日 - 2025年1月26日、日生劇場 他）[35][36]
- ミュージカル「VIOLET」（2020年4月、5月、9月、東京芸術劇場プレイハウス）- 主演・ヴァイオレット 役[注釈 7]
- ミュージカル「四月は君の嘘」（2020年7月 - 8月、東京、愛知、福岡、愛媛、大阪）- 澤部椿 役[40][注釈 8]
  - ミュージカル「四月は君の嘘」（2022年5月7日 - 7月3日、日生劇場 他）[43]
- 屋根の上のヴァイオリン弾き（2021年2月2日、日生劇場） - 次女・ホーデル 役
- ミュージカル「ハウ・トゥー・サクシード」（2021年11月20日 - 12月7日、東急シアターオーブ / 12月14日 - 16日、オリックス劇場）[44] - ローズマリー 役
- 音楽劇「スラムドッグ$ミリオネア」（2022年8月1日 - 21日、シアタークリエ ） - ニータ 役[45]
- ミュージカル「東京ラブストーリー」（2022年11月 - 12月、東京建物 Brillia HALL 他) - 主演・赤名リカ 役[46]
- ミュージカル「SPY×FAMILY」（2023年3月8日 - 29日、帝国劇場 / 4月、兵庫県立芸術文化センター / 5月、博多座）- ヨル・フォージャー 役[注釈 9]
  - ミュージカル「SPY×FAMILY」2025年公演（2025年9月20日 - 28日〈予定〉、ウェスタ川越 / 10月7日 - 28日〈予定〉、日生劇場 / 11月5日 - 10日〈予定〉、梅田芸術劇場 メインホール / 11月17日 - 30日〈予定〉、博多座 / 12月12日 - 14日〈予定〉、やまぎん県民ホール / 12月20日・21日〈予定〉、静岡市清水文化会館 / 12月26日 - 30日〈予定〉、御園座）[注釈 10][47][48]

- ミュージカル キャメロット（英語版）（2023年10月7日 - 28日、日生劇場 / 11月4日 - 20日、大阪松竹座） - グィネヴィア王妃 役[49]
- ミュージカル「屋根の上のヴァイオリン弾き」（2025年3月 - 6月、明治座 他） - 次女・ホーデル 役[50]
- ミュージカル「ジェイミー」（2025年7月、東京建物 Brillia HALL / 8月、大阪新歌舞伎座 / 8月、愛知県芸術劇場 大ホール） - プリティ 役[51]
- ミュージカル「白爪草」（2026年1月〈予定〉、SUPERNOVA KAWASAKI） - 紅 役[52]
- ミュージカル「ジキル&ハイド」（2026年3月〈予定〉、東京国際フォーラム ホールC / 4月〈予定〉、大阪・福岡・愛知・山形） - エマ・カルー 役[注釈 11][53]

### テレビ番組
レギュラー
- Beポンキッキ・beポンキッキーズ（2010年5月12日 - 2012年3月30日、BSフジ）
- 踊RI場（2012年12月9日 - 2013年3月、テレビ東京）
コーナー企画 「オリラジ中田 ストリートダンス検定1級への道!」のチャレンジャーとして出演。
- おはスタ（2015年4月6日 - 2016年4月1日(月・水曜MC)、2016年4月6日 - 2017年9月27日(火曜後に水曜準レギュラー)、テレビ東京）

ドラマ
- 水曜ミステリー9 マトリの女 厚生労働省 麻薬取締官（2014年2月19日、テレビ東京） - 神木春音 役
- 死神くん 第7話（2014年6月6日、テレビ朝日） - AMI(中野亜美) 役
- 噂の女 第4話（2018年5月12日、BSジャパン） - 野沢美穂 役
- 江戸川乱歩原作 名探偵・明智小五郎「黒蜥蜴」（2024年9月29日、BS-TBS） - 木内文代 役[54]
- 赤ひげ4 第1回（NHK BSプレミアム・NHK BS4K） - おけい役

その他
- みんなのうた 「きみはミラクル!」（2015年10月 - 11月、NHK） - イルカの妖精 役

### 映画
- 燐寸少女 マッチショウジョ（2016年） - 高橋由香 役
- アヤメくんののんびり肉食日誌（2017年） - 望 役

### ウェブドラマ
- スマ♡キュンムービー「先生に恋した夏」（2016年9月6日 - 29日、YouTube） - 主演 高梨風花 役　※玉城裕規とダブル主演[55]
主題歌であるベリーグッドマン『Eye to Eye』及び同曲が収録されたアルバム『Sing Sing Sing 4（限定版のみ）』のジャケットにも起用される。[56][57]

### ラジオ番組
レギュラー
- momokoのモモ☆"ブロ（2009年7月5日 - 2010年3月28日、AIR-G'）
- momokoのももころじー（2010年4月4日 - 2012年6月24日、AIR-G'）
  - momoのももころじー（芸名変更後の番組名、2011年1月23日〜）
- Superduper Radio Next Generation『LISTEN!』（2008年10月 - 2012年3月30日、AIR-G'）※内包番組
携帯コミック『LISTEN!』とのタイアップ番組。2011年4月のメジャーデビュー後は、不定期放送。
- 唯月ふうかのFFFのF（ふふふのふ）（2014年4月4日 - 2016年9月27日、FMFUJI）

### その他メディア
携帯コミック・アフレコ
エフエム北海道（AIR-G'）のラジオ番組「Superduper Radio Next Generation」・エアジーワークスWEBコンテンツ「Mono Globe」・北海道出身の漫画家ヤマモトマナブのコラボレート企画により人物モデル・アフレコとしての出演。当初は、札幌の地域フリーペーパー「Comic RAG（コミック・ラグ）」に連載していたが休刊により、携帯コミック「comic.jp」にて配信。
- LISTEN!(著者：ヤマモトマナブ、2009年7月14日) - 山田桃役
- LISTEN! 2nd Generation side:MOMO（2009年7月21日）

書誌・グラビア
- ボイスニュータイプ（2011年3月9日、KADOKAWA）
- 声優アニメディア（2011年3月10日、学研パブリッシング）
- 月刊ニュータイプ（2011年3月10日、KADOKAWA）
- B.L.T.（2011年3月24日、東京ニュース通信社）
- 音事協WEBマガジンvol.020（2014年7月号、日本音楽事業者協会） - 巻頭グラビア、1ページから7ページまでインタビュー記事[59]。

### イベント
- スタジオランタイムさん祭り 2004（2004年5月2日、北海道厚生年金会館）
ランタイムのメンバーと共にZONEの楽曲「believe in love」を披露。
- スタジオランタイムさん祭り 2005（2005年1月23日、北海道厚生年金会館）
ランタイムのメンバーと共に「evening beach」を披露。
- 『LAWSON presents KENSUKE SAKURA MANKAI DAY』北海道日本ハムファイターズ×埼玉西武ライオンズ戦ホームゲーム（2009年5月3日、札幌ドーム）[60]
国歌斉唱。田中賢介選手の登場曲がmomonakiの楽曲に変更。
- 『第29回さっぽろホワイトイルミネーション』コラボレートソング X'mas SPECIAL MUSIC GIFT（2009年、大通公園）
『Fallin' Snow - X'mas version -』（共演：大平まゆみ）を披露。
- スタ☆フェス vol.15 （2010年10月3日、アムラックス）共演：みにちあ☆ベアーズ
1.「Hey Mr.DJ」、2.「Over Drive」、3.「Fallin' Snow」を披露。
- スタ☆フェス vol.19 （2011年3月6日、アムラックス）共演：みにちあ☆ベアーズ・私立恵比寿中学
- 第30回さっぽろホワイトイルミネーション コラボレートソング（2010年、大通公園）
- 第62回さっぽろ雪まつり 大通8丁目雪まつり会場「雪のHTB広場」（2011年2月、大通公園）
- スタ☆フェスVol.20（2011年4月17日、東放学園映画専門学校）共演：みにちあ☆ベアーズ・私立恵比寿中学
- momo メジャーデビュー記念 イベントツアー はじめての旅『大好きだよ"♥"』（2011年4月23日〜5月22日）
- momoファーストワンマンライブツアー『momo 100％〜ぎゅぎゅっと濃縮♥〜』（東京公演：2011年8月28日、原宿アストロホール）（札幌公演：2011年9月4日、札幌cube garden）
- momoフェスvol.1〜スタフェス番外編〜（2011年10月23日、Shibuya O-WEST）共演：クリミテーションZ・みにちあ☆ベアーズ

## 楽曲作品

### スターダスト所属時代
オムニバスCD
※3-B Jr.のメンバーとして活動。
- 3-B Jr.ぷちアルバム（2008年8月31日）
  - 1曲目 KISS OF BEACH（川上桃子、権藤葵、玉井詩織、伊倉愛美、桜木せいら）
  - 2曲目 VOICE（川上桃子、権藤葵、玉井詩織）
  - 7曲目 Rainy Day（川上桃子、権藤葵）
  - 9曲目 ひとりじゃないよ（川上桃子、権藤葵、玉井詩織、伊倉愛美、桜木せいら）

楽曲参加作品
- SMILE 増子直純＋PAPA B with KTNM
2009年11月23日（着うた）・2010年10月25日（CD）
エフエム北海道（AIR-G'）の交通安全プロジェクト「SMILE SAFETY PROJECT」の特別編成のコーラスユニット「KTNM」のメンバー（「M」=momoko）としてコーラス参加。

ソロ活動
- Fallin' Snow（2009年11月18日、スターダスト音楽出版、SDMC-0009）- momonaki 3rdシングルであるが単独での歌唱
- 教室（2011年1月19日、スターダスト音楽出版、SDMC-0020）
桃（from Superduper Radio Next Generation）×yusukeP feat.初音ミク名義

メジャーデビュー後
- 大好きだよ（2011年4月27日、通常版PCG-70104、初回限定盤PCG-70114）※東日本大震災の影響により発売日が4月6日から変更。
もし高校野球の女子マネージャーがドラッカーの『マネジメント』を読んだら（NHK総合、2011年4月25日 - 5月6日）エンディングテーマ。
- 桃桃（ぴーちぴーち）〜ももももーそーももものうち〜（2014年1月1日、SDMC-0122「スタダ 3Bjunior ラスト大全集」に収録）
作詞・作曲・編曲：宮下浩司
momoファーストライブにて来場者記念として非売品CDを配布。新曲[61] として発売する予定であったが事務所退所により長らく未発売であった。

楽曲参加作品
- MemorieS〜Bitter Sweet Pineapple〜（2011年8月24日、ソニー・ミュージックダイレクト、DQCL-1787）
千秋監修による松田聖子の夏の曲を集めたカバーアルバム[62]。3曲目にマドラス・チェックの恋人を収録。

### スターダスト退所後
楽曲参加作品
- 好きだよフレンズ!
mik-an（アクターズスタジオネットワークの選抜ユニット）の一員でセンター。2012年度版セイコーマートCM「さんま蒲焼重」の特別選抜ユニット。

### ホリプロ所属時代
- ガラスの仮面劇場 女海賊ビアンカ ミュージカル・サウンドトラック[63]
女海賊ビアンカ主演の唯月ふうかが歌う劇団つきかげテーマソング「ありがとう」も収録。